# Jean-Pierre Dupoux
Jean-Pierre Dupoux, né le 16 août 1991 à Rio de Janeiro, est un handballeur franco-brésilien, jouant au poste d'ailier gauche jouant au Tremblay Handball. 
En club, il effectua une majeure partie de sa carrière au Pontault-Combault Handball avant de signer au Tremblay Handball en 2023. International brésilien en mars 2022, il participe au Championnat du monde 2023.

## Biographie
Jean-Pierre Dupoux et son frère jumeau André naissent à Rio de Janeiro d'une mère brésilienne et d'un père français. Au gré des mutations de son père géophysicien, la famille quitte le Brésil un an plus tard pour rejoindre l'Arabie saoudite (quatre ans) puis le Maroc (quatre ans), où Jean-Pierre Dupoux joue au football. Arrivés à Bondoufle (Essonne) à 11 ans, les deux frères s'essaient au handball et Jean-Pierre passe du club de leur ville au voisin de l'UMS Pontault-Combault en 2009, avant d'être rejoint par son frère un an plus tard.
Jean-Pierre Dupoux y devient professionnel dès 2010. Le club pontellois est un habitué du championnat de France de deuxième division mais il parvient en 2018 à atteindre la finale du championnat et ainsi être promu en LNH. Le club terminera toutefois bon dernier et retrouvera donc l'antichambre de l'élite.
En mars 2022, il connaît sa première sélection avec l'équipe nationale brésilienne à l'âge de 30 ans. Sa première sélection a été un moment marquant pour lui, qu'il a décrit comme une récompense pour ses bonnes performances en club : « Quand j'ai vu la liste sortir j'étais très heureux et très fier d'avoir eu cette opportunité. Je ne pensais pas un jour arriver à ce stade dans ma carrière, c'est vraiment un aboutissement, qui je l'espère m'amènera à disputer une grande compétition internationale. »».
Il est ensuite retenu avec la sélection pour participer au Championnat du monde 2023, finalement terminé à la 17e place. Il est une révélation de la compétition,, étant notamment le meilleur buteur de son équipe contre le Cap-Vert (7 buts), le Portugal (10 buts) et l'Islande (8 buts). Au terme des 6 matchs de la compétition joués par le Brésil, il est le Brésilien à avoir marqué le plus de buts (35) et à avoir eu le plus de temps de jeu (4 h 11 min 33 s). 
Puis il participe aux Jeux panaméricains de 2023 (en) au Chili avec la sélection nationale du Brésil. Si Jean-Pierre Dupoux termine meilleur buteur (en) de la compétition avec 36 buts (sur 42 tirs, soit une efficacité de 86%) en 5 matchs, confirmant ainsi son nouveau statut en équipe nationale, la défaite en finale signifie que c'est l'Argentine qui obtient sa qualification pour les JO de Paris. Le Brésil doit lui alors passer par un TQO en mars 2024, sans succès après deux courtes défaites face à la Slovénie (26-27) puis l'Espagne (26-28), tous deux futurs demi-finalistes olympiques.
Entre-temps, il a rejoint à l'été 2023 le Tremblay Handball avec lequel il remporte la saison régulière et la phase finale du Championnat de France de D2.

## Palmarès

### En club
- Championnat de France de division 2
  - Vainqueur en 2024
  - Finaliste en 2018

### En équipe nationale
Jean-Pierre Dupoux a fait ses débuts en équipe nationale du Brésil en mars 2022. Ses résultats sont :
- 17e place au Championnat du monde 2023
- finaliste des Jeux panaméricains de 2023 (en)
- 3e place au tournoi de qualification olympique n°1

### Distinctions individuelles
- Élu meilleur ailier gauche du championnat de France de deuxième division en 2021-2022
- Élu joueur du mois de février 2022 du championnat de France de deuxième division en 2021-2022
- Meilleur buteur du championnat de France de deuxième division en 2021-2022[9] (231 / 311, 74,28% de réussite, 7,22 buts/match) et en 2022-2023 (237 / 311, 76,21% de réussite, 7,18 buts/match)
- Élu meilleur ailier gauche du championnat de France de deuxième division en 2022-2023
- Meilleur buteur des Jeux panaméricains de 2023 (en)